# Katarzyna Michalina Habsburg
Katarzyna Michalina Habsburg (ur. 10 października 1567 w Madrycie; zm. 6 listopada 1597 w Turynie) – infantka Hiszpanii, księżna Sabaudii.

## Życiorys
Katarzyna Michalina była córką Filipa II Habsburga, króla Hiszpanii, i Elżbiety Walezjuszki, księżniczki francuskiej. Jej rodzoną siostrą była Izabela Klara Eugenia.
11 marca 1585 roku w Saragossie, Hiszpanii, wyszła za mąż za Karola Emanuela I, syna Emanuela Filiberta, księcia Sabaudii i Małgorzaty Francuskiej, księżnej Berry.
Katarzyna Michalina zmarła 6 listopada 1597 roku w wieku 30 lat we Włoszech w następstwie porodu dziesiątego dziecka.

## Potomstwo
- Filip Emanuel (1586–1605)
- Wiktor Amadeusz I (1587–1637)
- Filibert Emanuel (1588–1624)
- Małgorzata (1589–1655), księżna Mantui i Montferrat, żona Franciszka IV (1586–1612)
- Izabela (1591–1626), żona Alfonsa III d’Este, księcia Modeny (1591–1644)
- Maurycy (1593–1657)
- Maria Apolonia, rzymska zakonnica (1594–1656)
- Franciszka Katarzyna, zakonnica w Biella (1595–1640)
- Tomasz Franciszek, książę Carignano (1596–1656), mąż Marii Burbon-Soissons
- Joanna (1597)